# Canta conmigo ahora
Canta conmigo ahora fue un concurso de talentos de canto argentino, versión argentina de la franquicia británica All Together Now emitida originalmente por la cadena de televisión BBC One, que estuvo adaptado y producido por LaFlia Contenidos, y emitido por Canal 13.

## Historia
Este concurso de canto, basado en el formato británico All Together Now, tiene la particularidad de que reúne a 100 jurados expertos en la materia en un mismo lugar, estos serán espectadores de varios cantantes profesionales y amateurs que buscarán ganar el concurso. En otros países como Brasil y Colombia, también hubo sus versiones. 
A principios de mayo, el programa de espectáculos LAM adelantó que de los 100 integrantes del jurado, algunos serían grandes figuras reconocidas por todo el país y que entre esas, estaba el cantautor y compositor Coti; siendo así el primer miembro confirmado del jurado en ese entonces. A esto se les sumaron para la primera temporada dos reconocidos cantantes como el mexicano Cristián Castro y el venezolano José Luis "Puma" Rodríguez, quienes son las dos únicas figuras internacionales en aceptar este desafío. 
En otro programa de espectáculos, pero del mismo canal, Socios del espectáculo, adelantaron que iban a estar otras figuras como Locho Loccisano, Gladys, la Bomba Tucumana, y otros más.
El 10 de mayo de 2022 se lanzó el casting para participar del programa.
En 2023, el programa fue transmitido los días de lunes a viernes por la tarde y es conducido por el cantautor y compositor Manuel Wirzt, después de la salida de Marcelo Tinelli del canal.

## Equipo

### Conductores
- Marcelo Tinelli (2022)
- Manuel Wirzt (2023)

### Locutores
- Marcela Feudale (2022)

## Resumen de ediciones
| Temp. | Año(s) | Presentador     | Canal         | Ganador/a     | Finalista        | Rating |
| ----- | ------ | --------------- | ------------- | ------------- | ---------------- | ------ |
| 1     | 2022   | Marcelo Tinelli |               | Nicolás Reyna | Agustina Pereyra | 9.3    |
| 2     | 2022   | Marcelo Tinelli | Dámaris Zulli | Lucía Báez    | 6.3              |        |
| 3     | 2023   | Manuel Wirtz    | Chelzye       | Eve Romano    | 4.8              |        |